# Thomas Alfred Love
Pour les articles homonymes, voir Thomas Love et Love.
Thomas Alfred Love (19 mars 1883-1er mai 1955) est un homme politique canadien de la Colombie-Britannique. Il est député provincial conservateur de la circonscription britanno-colombienne de Grand Forks-Greenwood de 1941 à 1949. Il est membre du coalition gouvernementale à partir de 1945,.